# 남녕고등학교
남녕고등학교(南寧高等學校)는 대한민국 제주특별자치도 제주시 연동에 위치한 사립 고등학교이다.

## 학교 연혁
- 1985년 2월 21일 : 학교법인 남녕학원 설립인가
- 1985년 3월 3일 : 학교법인 남녕학원 설립 등기, 초대 이사장 설립자인 송제 백이남 선생 취임
- 1985년 7월 3일 : 18학급(남 9, 여 9) 설립인가
- 1985년 7월 3일 : 남녕고등학교 교사동 기공식
- 1986년 1월 23일 : 초대 교장 고정필 선생 취임
- 1986년 3월 3일 : 제1회 입학식
- 1987년 5월 17일 : 실내체육관(송제관) 낙성
- 1989년 2월 10일 : 제1회 졸업식
- 1993년 8월 6일 : 체육과 3학급 설치 승인(일반학급 27학급, 체육학급 3학급)
- 2014년 6월 1일 : 제5대 이사장 의학박사 백동홍 선생 취임
- 2025년 1월 17일 : 제37회 졸업식(총 16,255명)
- 2025년 3월 1일 : 제9대 교장 이철우 선생 취임
- 2025년 3월 4일 : 제40회 입학식

## 설치 학과
- 체육과
- 일반학과

## 참고 자료
- 남녕고등학교 - 한국교육학술정보원 학교알리미